# کاکتوس کلاه‌کشیشی
کلاه کشیشی(نام علمی: Astrophytum ornatum) نام یک گونه از سرده استروفیتوم است.